# Antilocapra pacifica
Antilocapra pacifica és una espècie extinta de mamífer artiodàctil de la família dels antilocàprids que visqué a l'oest de Nord-amèrica des del Plistocè superior fins a l'Holocè. Se n'han trobat restes fòssils a les sorres de la sèrie de Piper (Califòrnia, Estats Units). Es diferencia del seu parent modern, l'antílop americà (A. americana), en diversos aspectes dels nuclis de les banyes i de la morfologia del crani. Així mateix, era un xic més gros. El nom específic pacifica es refereix al fet que fou descobert a la costa pacífica de Califòrnia.